# 牧野輝智

牧野 輝智（まきの てるとし　1879年（明治12年）1月4日 - 1941年（昭和16年）8月29日）は、日本のジャーナリスト、経済学者。専門は財政学。学位は経済学博士（東京帝国大学）

## 略歴
牧野鼎藏の三男として熊本県に生まれる。東京専門学校（現在の早稲田大学）を1897年（明治30年）に卒業して、熊本県立商業学校で英語や地理を教え、間もなく教頭になる。その後佐賀県立佐賀中学校、暁星中学校等の教壇に立つ。
同郷の大先輩である清浦奎吾が農商務大臣に就任すると、清浦の要請で農商務省特許局嘱託の農商務大臣秘書に転身し、清浦と久米金弥特許局長が創設した工業所有権保護協会の機関誌『工業所有権雑誌』の主幹も務める。この協会機関誌の連載をまとめた『現代発明家伝』は、高峰譲吉、豊田佐吉、山田猪三郎、御木本幸吉、山葉寅楠ら明治期28人の発明家が登場している。

### 博士ジャーナリスト
清浦が同郷の池辺三山に牧野を推薦したことで、1911年（明治44年）10月に東京朝日新聞社へ入社する。はじめ渋川玄耳の下で社会部記者をしていたが、のち政経部に移り農商務省担当となった。1920年（大正9年）6月に政治部長、9月に政治部長と経済部長を兼務し、1921年（大正10年）9月に経済部長へ専念する。この時から政治部が担当していた大蔵省、農商務省は経済部の担当となった。
従来経済記事は余りにも専門的な記事ばかりで、一般読者には難しいものだった。牧野はニュースを理解し、判断するに必要な基礎的かつ活きた経済知識を読者に提供することが必要であり、社会生活は経済を離れては無意味なりという考えから、一般社会の実生活に必要な材料を集め、できる限り平易に面白く書き、わかり難い専門用語はなるべく避けて使わないように努力した。そして、一般読者に対して、経済教育を施す趣旨から、通俗的な解説記事を載せ、何か問題の起こる毎に、特に親切な解説を付けることを怠らなかった。この牧野の努力によって、東京朝日新聞の経済面は大いに面目を改めた。
経済部長時代、鈴木英雄からの依頼で河野一郎を校閲係として採用し、同郷の伊豆富人の世話をする。
村山龍平社主が政界出馬準備をした安藤正純編集局長を更迭した後の一年半は、神田正雄、緒方竹虎、美土路昌一と共に編集委員として合議制で編集局内を統括する。
1925年（大正14年）編集主幹（経済部長兼務）に就任する。牧野はこの年、表題下に『通俗財話』という経済解説記事を連載、経済教育の趣旨が時の読者の要求に合致して非常に好反響を呼び、まとめて単行本として刊行され、一年で15万部、版を60回重ねる大ベストセラーとなった。『為替問題十講』では、英国、米国、仏国、独国、中国などの為替問題を取り上げ説明することで、為替上の原理原則や一般経済との因果関係を一般読者向けに解説した。『国際資本戦』『金と物どう動く』『商品盛衰記』などの解説記事も好評で、東京朝日新聞経済部編で単行本となった。
編集主幹として、政治上、経済上の問題の中心人物の談話、筆記を紙上に紹介する紙上座談会記事を考案し、『卓を囲んで』の表題で東京朝日の経済面で連載した。
1. 「箱根の会」（昭和2年８月５日、箱根富士屋ホテル）池田成彬、松永安左衛門、青木徹二、名取和作
2. 「伊香保の会」（昭和２年８月16日、伊香保木暮別邸）渋沢栄一、木村清四郎、各務鎌吉
3. 「軽井沢の会」（昭和２年8月21日、軽井沢三笠ホテル）山本達雄 、結城豊太郎、矢野恒太、鈴木島吉、生田定之
4. 「向島の会」（昭和2年８月31日、向島　大蔵別邸）大倉喜八郎、馬越恭平、伊東忠太 、植村澄三郎
5. 「星ヶ丘の会」（昭和2年9月6日、山王星ヶ岡茶寮）井上準之助、大橋新太郎、井坂孝、児玉謙次、宮島清次郎
6. 「蔵相官邸の会」（昭和２年9月9日、大蔵大臣官邸大臣室）三土忠造、串田萬藏 、門野重九郎、林毅陸、上塚司
7. 「上野の会」（昭和2年9月19日、上野精養軒）高橋是清、団琢磨、藤山雷太、堀越善重郎、下村宏
8. 「外相官邸の会」（昭和2年10月7日、外務大臣官邸）田中義一、山本悌二郎、鳩山一郎、木村久寿弥太、藤原銀次郎 、浅野総一郎
9. 「丸の内の会」（昭和2年10月25日、東京會舘）濱口雄幸、町田忠治、有賀長文、江口定条、岡崎国臣
10. 「日比谷の会」（昭和2年11月18日、帝国ホテル）清浦奎吾、大川平三郎、福澤桃介、福井菊三郎 、杉村楚人冠

牧野は集めた名士に対して、あえて政治や経済などの堅苦しい話題を避けた。それにより却って面白い記事が出来上がり、平素は経済面に触れない読者を引き付け、1928年（昭和3年）に『卓を囲んで』は単行本化された。牧野が発案した紙上座談会記事の成功によって、東京朝日新聞は政治新聞と経済新聞併せての名声を得るに至った。
非常に頭脳明晰で人格優れた学者肌で、多忙な記者生活の合間に常に勉強していた。1929年（昭和4年）、第一次世界大戦後の貨幣上の実際現象の研究をまとめた『貨幣学の実証的研究』によって東京帝国大学で5人目となる経済学博士となる。この博士論文において、経済学の中でも貨幣の学理は最も科学的であるという考えから、日本の常用語における貨幣論ではなく、「マネタリー・サイエンス」の意味である貨幣学という言葉で、貨幣に関する実際的問題を材料とする帰納的研究を行った。貨幣が貨幣として流通するのは、購買力に対して一般公衆の信任があるとする購買力信任説を打ち出した。
新聞記者として珍しい「博士ジャーナリスト」として知られ、朝日新聞紙面や『朝日常識講座』、『中央公論』、『経済往来』、『雄弁』、『外交時報』、『法律時報』、『国民経済雑誌』（神戸大学経済経営学会）、『セルパン』、『東京堂月報』、『実業の日本』、『経済マガジン』、『婦人之友』などでわかりやすい経済解説、物価論、財政論など数々の経済論文を発表した。
　

### 牧野財政
1930年（昭和5年）に刊行した『明治大正史』経済編（第3巻）では、普通の経済史のように経済界の全般的推移を歳月順に説明する方法を採らず、最初から分類別で、貨幣、金融、貿易、産業、企業、財政の発達史を事象別に説明した。
1931年（昭和6年）に中央大学講師、定年により朝日新聞社顧問となった1934年（昭和9年）、早稲田大学教授（財政学）に転身する。元大蔵大臣馬場鍈一の後を受けて海軍経理学校教授として経理学を教え、東京商科大学でも講師として教壇に立つ。
外国為替相場の決定要因として有力な学説になっていた、グスタフ・カッセルの購買力平価説に関して納得せず、日本の為替下落や、第一次世界大戦後の各国の為替崩壊の原因を経済力信用の破壊であると指摘、為替相場決定の要因に経済力信用を見い出した。
専門の財政学の本質は、複雑な財政現象を考察し、存在する因果関係を研究して、一定の原理原則を抽出することを目的とする財政理論と、権力国家の財政行為に対して規範を示し、指導原理を興すことを目的とする財政政策学から成り立つとしている。財政学の本質を正確に把握するためには、財政現象そのものを広く正しく認識することが必要であり、財政学の研究において、財政現象そのものの考察が最も重要であると述べている。それには、財政の具体化・計数化である予算を理解しなければ財政現象の理解は困難という考えに基づき、財政理論の一般的通説を土台にしながら、時々の財政現象、理論、政策を考察した。『予算の話』では、国民が予算を理解することで、議会を通じて予算の決定及び実行を監督することになるため、予算に関して一通りの理解をすることは、立憲国民に必要な常識であるという考えから、実際の予算案を検証して、予算制度をできるだけ単純化した平易な解説にすることに尽力した。
『日本財政論』はハーバード大学の委嘱により、日本財政研究の資料として執筆され、予算制度、歳計、租税、国債、地方財政の側面から解説した。
『財政学要綱』では財政理論、財政政策、財政現象を財政学の修行者向けに説明している。
財界の信頼も厚く、殊に井上準之助、三井財閥の柱石である池田成彬、有賀長文と交遊が深かったことから、社会政策的な方面を担当とする重役として三井財閥入りする話が内定していたが、戦争のため実現しなかった。時局対する観察力も明瞭で、ヒトラーの電撃作戦の時も、既にドイツの敗北を予言していた。始終NHKから時事解説も依頼されるなど、街の経済学者としても知られ、難しい経済問題を明解な論旨でわかりやすく展開する解説記事は天才的な筆致と評された。戦前、戦中から日本の将来を憂慮していたが、1941年（昭和16年）8月29日に病死した。8月31日の朝日新聞は、「その永年にわたる研鑽と体験から生まれた深淵な『牧野財政』の名は学会に隠然たる地歩を占め、その教壇における迫力ある名講義は学生間に定評があった。」と、牧野の追悼記事を掲載した。

## 著書
- 『現代発明家伝』帝国発明協会、1911年。
- 『発明振興策 : 名士談叢』金港堂書籍、1912年。
- 『東京朝日新聞社経済部編　通俗財話』東京朝日新聞社、1923年。
- 『東京朝日新聞社経済部編　国際資本戦』日本評論社、1925年。
- 『円価の低落と国民の覚悟』教化団体聯合会、1925年。
- 『為替問題十講』日本評論社、1925年。
- 『農村問題大系 第五編 農業金融』日本評論社、1926年。
- 『東京朝日新聞社経済部編　金と物どう動く』日本評論社、1926年。
- 『朝日常識講座 第7巻 物価の話』朝日新聞社、1929年。
- 『現代産業叢書 第6巻 世界産業大観』日本評論社、1929年。
- 『貨幣学の実証的研究』日本評論社、1929年。
- 『東京朝日新聞社経済部編　商品盛衰記』東京朝日新聞社、1929年。
- 『金融論現代経済学全集第14巻』日本評論社、1930年。
- 『予算の話　第二朝日常識講座第4巻』朝日新聞社、1930年。
- 『明治大正史第3巻（牧野輝智編著）経済編』朝日新聞社、1930年。
- 『時事問題講座第5』日本評論社、1930年。
- 『大日本聯合青年団編　農村問題叢書第1輯』日本青年館、1932年。
- 『爲替低落の現状とその今後竝に對策』日本工業倶樂部經濟研究會、1933年。
- 『財政概論』日本評論社、1935年。
- 『日本財政論』日本評論社、1937年。
- 『財政学要綱』日本評論社、1938年。
- 『新金融論　経済学体系第7巻』日本評論社、1938年。

## 家族
- 父：牧野鼎藏
- 妻：菊子　東京、雜賀正市四女
- 長男：輝夫
- 長女：富美子　佐藤朝生（内務官僚、総理府総務副長官）の妻[33]
  - 義父：佐藤潤象（衆議院議員）
  - 義兄：佐藤敏人（外務官僚、サンフランシスコ総領事）
  - 義弟：佐藤正二（外務官僚、外務事務次官、駐中国大使）
- 三女：峰子　平田國太郎（昭和電工）の妻
- 二男：邦夫
- 四女：和子　飯森實（電気通信官僚）の妻
- 三男：東彦
- 五女：千惠子　西川元彦（日本銀行監事）の妻
- 五男：信彦